# Matayba retusa
Matayba retusa är en kinesträdsväxtart som beskrevs av Cyrus Longworth Lundell. Matayba retusa ingår i släktet Matayba och familjen kinesträdsväxter. Inga underarter finns listade i Catalogue of Life.